# Barbus magdalenae
Barbus magdalenae är en fiskart som beskrevs av Boulenger, 1906. Barbus magdalenae ingår i släktet Barbus och familjen karpfiskar. IUCN kategoriserar arten globalt som livskraftig. Inga underarter finns listade.